# William Capell, III conte di Essex
William Capell, III conte di Essex (11 gennaio 1697 – 8 gennaio 1743), è stato un nobile e diplomatico inglese.

## Biografia
Era il primogenito, e unico figlio maschio, di Algernon Capell, II conte di Essex, e di sua moglie, Lady Mary Bentinck, figlia di William Bentinck, I conte di Portland.
Nel 1710 successe al padre. Fu membro del Consiglio privato (1735). Fu uno dei fondatori dell'Ospedale degli Innocenti, realizzato nel mese di ottobre 1739 per la cura di bambini abbandonati.
Massone, fu membro della Prima gran loggia d'Inghilterra.

## Matrimoni

### Primo Matrimonio
Sposò, il 27 novembre 1718, Lady Jane Hyde (1694-1724), figlia di Henry Hyde, IV conte di Clarendon. Ebbero quattro figli ma solo due raggiunsero l'età adulta:
- Lady Charlotte (2 ottobre 1721-3 settembre 1790), sposò Thomas Villiers, I conte di Clarendon, ebbero quattro figli;
- Lady Mary (?-9 aprile 1782), sposò John Forbes, ebbero due figlie.

### Secondo Matrimonio
Sposò, il 3 febbraio 1726, Lady Elizabeth Russell , figlia di Wriothesley Russell, II duca di Bedford. Ebbero quattro figli ma solo uno raggiunse l'età adulta:
- William Capell, IV conte di Essex (7 ottobre 1732-5 marzo 1799).

## Morte
Morì l'8 gennaio 1743.

## Ascendenza
|                                       |                          |                                           | Genitori                                |  |  | Nonni |  |  | Bisnonni                       |  |  | Trisnonni    |  |
|                                       |                          |                                           |                                         |  |  |       |  |  | Arthur Capell, I barone Capell |  |  | Henry Capell |  |
|                                       |                          |                                           |                                         |  |  |       |  |  | Arthur Capell, I barone Capell |  |  | Henry Capell |  |
|                                       |                          | Theodosia Montagu                         |                                         |  |  |       |  |  | Arthur Capell, I barone Capell |  |  |              |  |
| Arthur Capell, I conte di Essex       |                          |                                           |                                         |  |  |       |  |  | Arthur Capell, I barone Capell |  |  |              |  |
|                                       |                          | Elizabeth Morrison                        | Charles Morrison, I baronetto           |  |  |       |  |  |                                |  |  |              |  |
|                                       |                          | Elizabeth Morrison                        | Charles Morrison, I baronetto           |  |  |       |  |  |                                |  |  |              |  |
|                                       |                          | Elizabeth Morrison                        | Mary Hicks                              |  |  |       |  |  |                                |  |  |              |  |
| Algernon Capell, II conte di Essex    |                          | Elizabeth Morrison                        |                                         |  |  |       |  |  |                                |  |  |              |  |
|                                       |                          | Algernon Percy, X conte di Northumberland | Henry Percy, IX conte di Northumberland |  |  |       |  |  |                                |  |  |              |  |
|                                       |                          | Algernon Percy, X conte di Northumberland | Henry Percy, IX conte di Northumberland |  |  |       |  |  |                                |  |  |              |  |
|                                       |                          | Algernon Percy, X conte di Northumberland | Dorothy Devereux                        |  |  |       |  |  |                                |  |  |              |  |
| Elizabeth Percy                       |                          | Algernon Percy, X conte di Northumberland |                                         |  |  |       |  |  |                                |  |  |              |  |
|                                       |                          | Anne Cecil                                | William Cecil, II conte di Salisbury    |  |  |       |  |  |                                |  |  |              |  |
|                                       |                          | Anne Cecil                                | William Cecil, II conte di Salisbury    |  |  |       |  |  |                                |  |  |              |  |
|                                       |                          | Anne Cecil                                | Catherine Howard                        |  |  |       |  |  |                                |  |  |              |  |
| William Capell, III conte di Essex    |                          | Anne Cecil                                |                                         |  |  |       |  |  |                                |  |  |              |  |
|                                       | Bernard, barone Bentinck | Hendrik, barone Bentinck                  |                                         |  |  |       |  |  |                                |  |  |              |  |
|                                       | Bernard, barone Bentinck | Hendrik, barone Bentinck                  |                                         |  |  |       |  |  |                                |  |  |              |  |
|                                       | Bernard, barone Bentinck | Elsabe van Ittersum                       |                                         |  |  |       |  |  |                                |  |  |              |  |
| William Bentinck, I conte di Portland | Bernard, barone Bentinck |                                           |                                         |  |  |       |  |  |                                |  |  |              |  |
|                                       |                          | Anne van Bloemendale                      | Hans Hendrik van Bloemendale            |  |  |       |  |  |                                |  |  |              |  |
|                                       |                          | Anne van Bloemendale                      | Hans Hendrik van Bloemendale            |  |  |       |  |  |                                |  |  |              |  |
|                                       |                          | Anne van Bloemendale                      | Eleonore Millinck                       |  |  |       |  |  |                                |  |  |              |  |
| Mary Bentinck                         |                          | Anne van Bloemendale                      |                                         |  |  |       |  |  |                                |  |  |              |  |
|                                       |                          | Edward Villiers                           | Edward Villiers                         |  |  |       |  |  |                                |  |  |              |  |
|                                       |                          | Edward Villiers                           | Edward Villiers                         |  |  |       |  |  |                                |  |  |              |  |
|                                       |                          | Edward Villiers                           | Barbara St. John                        |  |  |       |  |  |                                |  |  |              |  |
| Anne Villiers                         |                          | Edward Villiers                           |                                         |  |  |       |  |  |                                |  |  |              |  |
|                                       |                          | Frances Howard                            | Theophilus Howard, II conte di Suffolk  |  |  |       |  |  |                                |  |  |              |  |
|                                       |                          | Frances Howard                            | Theophilus Howard, II conte di Suffolk  |  |  |       |  |  |                                |  |  |              |  |
|                                       |                          | Frances Howard                            | Elizabeth Home                          |  |  |       |  |  |                                |  |  |              |  |
|                                       |                          | Frances Howard                            |                                         |  |  |       |  |  |                                |  |  |              |  |